# Pseudodon DUB1006-fL

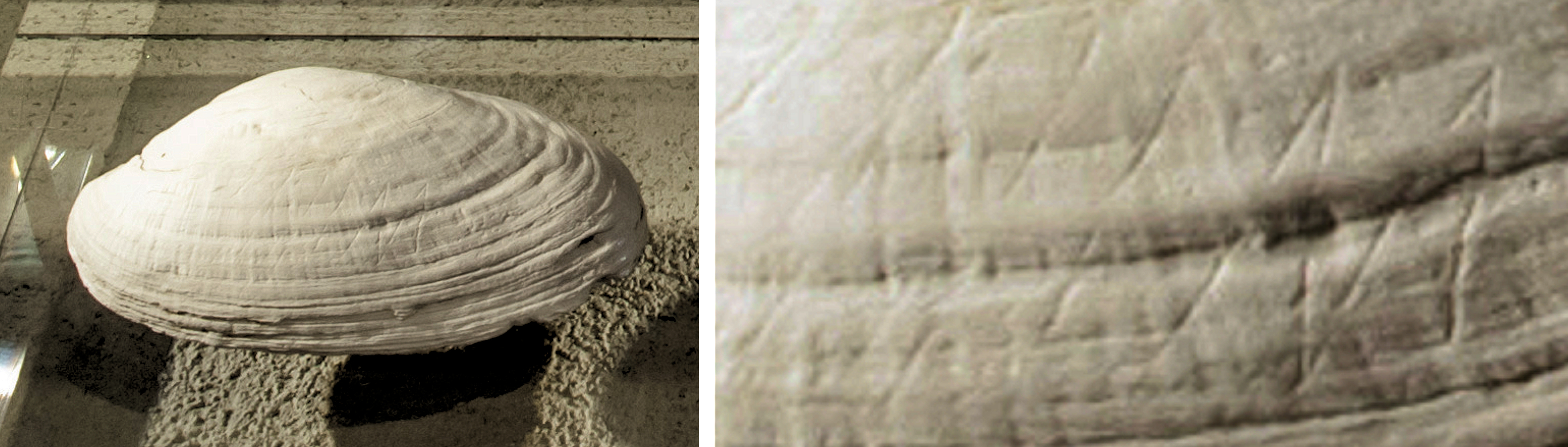
Concha de pseudodon DUB1006-fL con grabados.

La concha de Pseudodon DUB1006-fL o Pseudodon DUB1006-fL (540 000-430 000 AP) es una concha fósil de una almeja de agua dulce (Pseudodon vondembuschianus trinilensis) común en el Sudeste Asiático encontrada en Trinil, Java, Indonesia. La concha tiene sobre su superficie un grabado de líneas en zigzag al parecer realizado por un Homo erectus, siendo considerado el grabado antropogénico más antiguo conocido.

## Descripción
La concha es parte de un conjunto de conchas de almejas de agua dulce fósiles, excavadas por el paleoantropólogo y geólogo holandés Eugène Dubois en la década de 1890 en la capa del Pleistoceno en el sitio de Trinil, Java, Indonesia. La colección, incluyendo DUB1006-fL, se encuentra actualmente en el Centro de Biodiversidad Naturalis en Leiden, Países Bajos. Muestra evidencia del consumo de almejas de agua dulce utilizando dientes de tiburón para abrirlas, y una herramienta de concha: una de las valvas muestra signos de modificación por retoque (DUB5234-dL). Todo ello indica una notoria habilidad y conocimiento del medio, ya que los bivalvos se abrían perforando la concha en la zona de inserción de las valvas, seccionando el músculo que las cierra, con lo que el molusco se abría sin dañar la concha, que quedaba disponible para otros usos.
Los grabados geométricos en la concha DUB1006-fL fueron descubiertos por la bióloga Josephine Joordens (entonces en la Universidad de Leiden) y sus colegas en 2014. Su análisis sugiere que los grabados fueron hechos por un Homo erectus hace entre 540.000 y 430.000 años. Los grabados, de aproximadamente 1 cm de largo, probablemente se hicieron en un espécimen fresco usando un diente de tiburón. En aquel momento, se verían blancos sobre fondo oscuro. También se observa que todos los surcos fueron realizados por un solo individuo en una sola sesión con la misma herramienta, empleando la mano derecha y manteniendo firmemente la concha y la herramienta para cambiar de dirección.

## Interpretación
Joordens y sus compañeros no dan una interpretación directa de los grabados, pero sugieren que ya "grabar patrones abstractos estaba en el ámbito de la cognición y el control neuromotor del Homo erectus asiático". En su entrevista, Joordens dice que dado que se desconocen las intenciones de la persona que realizó las incisiones, no es posible clasificar estos grabados como arte. "Podría haber sido para impresionar a su novia, o para garabatear un poco, o para marcar la valva como de su propiedad", dice Joordens.

## Controversia
La principal discusión gira en torno a la cuestión de si el grabado en la concha puede considerarse arte (lo que la convertiría en la primera expresión artística conocida de los homínidos en el mundo). Los comentaristas del estudio original de Joordens y sus compañeros sugieren sus opiniones, pero no estudian los grabados explícitamente. Algunos comentaristas, al igual que los autores del estudio, dan una descripción neutral de los grabados, llamándolos "garabatos" o "marcas decorativas". Algunos otros comentaristas sugieren explícitamente que estos grabados son arte.
Tsion Avital, un filósofo del arte y la cultura, hace una distinción entre arte y diseño y sugiere que el grabado en Pseudodon DUB1006-fL no puede verse como el primero, pero bien puede ser lo segundo. Cuestiona la descripción del grabado por Joordens quien lo llamó un "patrón abstracto", diciendo que los términos "abstracto" y "patrón" "insinúan oblicuamente la posibilidad de que estos grabados posean algún significado simbólico". “Estos grabados no son abstractos en ningún sentido, sino que son marcas completamente concretas”, dice Avital.